# Nitruración
La nitruración es un proceso que modifica la composición del metal añadiendo nitrógeno, obteniendo un incremento de la dureza superficial de las piezas. También aumenta la resistencia a la corrosión y a la fatiga. Una variante de este tratamiento, es el proceso tenifer.

## Procedimiento
La nitruración puede ser en horno gaseoso, en baño de sales fundidas o iónica. En el primer caso la pieza se introduce en un horno en el que se llena la atmósfera con amoníaco y luego se calienta a temperaturas de aproximadamente 500 °C.
En el caso de la nitruración en baño de sales fundidas, las piezas se colocan en un crisol aireado con sales de cianuros, cianatos y carbonatos de sodio y/o potasio a una temperatura comprendida entre 525-650 °C, usualmente 565 °C, durante un tiempo comprendido entre los 60 y 240 minutos, dependiendo del espesor de capa de nitruro de hierro (Fe2N) que se quiera lograr. El cianato en presencia de oxígeno libera iones carbonato, monóxido de carbono y nitrógeno atómico, el que se combina con el hierro metálico formando nitruro de hierro.
2 CN- + O2 → 2 NCO-
2 NCO- + O2 → CO3= + CO + 2 N
N + 2 Fe0 → Fe2N
En el caso de la nitruración iónica, las moléculas de amoníaco se rompen mediante la aplicación de un campo eléctrico. Esto se logra sometiendo al amoníaco a una diferencia de potencial de entre 300 y 1000 V. Los iones de nitrógeno se dirigen hacia el cátodo (que consiste en la pieza a tratar) y reaccionan para formar el nitruro de hierro, Fe2N.
Si bien este tratamiento da gran dureza superficial a la pieza, la velocidad de penetración es muy lenta, aproximadamente 1 mm en 100 horas de tratamiento, pero no necesita de temple posterior. 

## Aplicaciones de la nitruración
La nitruración se aplica principalmente a piezas que son sometidas regularmente a grandes fuerzas de rozamiento y de carga, tales como pistas de rodamientos, camisas de cilindros, árboles de levas, engranajes sin fin, etc. Estas aplicaciones requieren que las piezas tengan un núcleo con cierta elasticidad, que absorba golpes y vibraciones, y una superficie de gran dureza que resista la fricción y el desgaste.

## Aceros para nitruración
No todos los aceros son aptos para nitrurar, ya que en ocasiones el procedimiento puede resultar contraproducente, tales como los aceros al carbón, en los que el nitrógeno penetra demasiado rápido en la estructura y la capa nitrurada tiende a desprenderse.
Para este proceso resulta conveniente que en la composición de la aleación haya una cierta cantidad de aluminio (1 % aproximadamente). Algunos ejemplos de aceros aptos para la nitruración son: 
- Acero para nitruración al Cr-Mo-V de alta resistencia: La composición extra de este acero es la siguiente: 0,32 % C, 3,25 % Cr, 0,40 % Mo y 0,22 %V. Una vez tratado alcanza una resistencia mecánica de 120 kg/mm². La capa nitrurada se adhiere muy bien al núcleo sin temor a descascarillamiento. Se utiliza para construir piezas de gran resistencia y elevada dureza superficial para resistir el desgaste.

- Acero para nitruración al Cr-Mo-V de resistencia media: la composición extra de este acero es 0,25 % C, 3,25 %Cr, 0,40 % Mo y 0,25 % V. Tiene características y aplicaciones parecidos al anterior, solamente que su resistencia mecánica es de 100 kg/mm².

- Acero para nitruración al Cr-Al-Mo de alta dureza: la composición extra de este acero es 0,40 % C, 1,50 % Cr, 0,20 % Mo y 1 % Al. La capa nitrurada de este acero puede descascarillarse y es de gran fragilidad. Se utiliza para piezas que soporten una resistencia media y la mayor dureza superficial posible. Si la pieza es muy blanda puede ser recomendable un temple previo a la nitruración para endurecerla y evitar el descascarillamiento.

Este tratamiento también es aplicable a algunos aceros inoxidables, aceros al cromo-níquel y ciertas fundiciones al aluminio o al cromo.